# Le Moniteur ottoman
Le Moniteur ottoman fut le premier journal officiel de l'Empire ottoman, créé en 1831 sur ordre du sultan Mahmoud II. Il était publié en français. Alexandre Blacque était chargé de son édition.